# Johann Markus von Altringen
Johann Markus von Altringen (auch Johann Marcus Graf von Altringen, Johann Mark von Aldringen oder Johann Max Altringen; * 5. November 1592 in Luxemburg; † 3. Februar 1664) war ein römisch-katholischer Geistlicher und Bischof von Seckau.
Er war der Bruder des kaiserlichen Heerführers Johann von Aldringen (1588–1634). Johann Markus von Altringen studierte in Köln. Er war ab 1628 Kämmerer (Konsistorialdirektor) in Salzburg und ab 1629 Domherr in Olmütz, bevor er am 25. August 1633 zum Bischof von Seckau berufen wurde. Die Bischofsweihe spendete ihm am 28. August desselben Jahres Paris von Lodron, der Erzbischof von Salzburg. Nach dem Tod seines Bruders 1643 erbte er die von jenem geraubte Bibliothek der Herzöge von Mantua, diese bildete den Grundstock für die Diözesanbibliothek von Seckau.
Sein Testament errichtete er am 17. Jänner 1660, er bestimmte darin, dass seine Privatbibliothek der Diözesanbibliothek einverleibt werden sollte.